# Медаль Суворова
Медаль Суворова (рос. медаль Суворова) — державна нагорода Російської Федерації.

## Історія нагороди
- 2 березня 1994 року указом Президента Російської Федерації Б. Н. Єльцина «Про державні нагороди Російської Федерації»[1] був заснований ряд державних нагород — орденів, медалей та відзнак, серед яких медаль Суворова.
- Указом Президента Російської Федерації від 7 вересня 2010 року № 1099 «Про заходи щодо вдосконалення державної нагородної системи Російської Федерації»[2] затверджені нині діючі положення та опис медалі.
- Указом Президента Російської Федерації від 16 грудня 2011 року № 1631 «Про внесення змін до деяких актів Президента Російської Федерації»[3] до статуту та опису медалі були внесені зміни, якими додатково запроваджується мініатюрна копія медалі.

## Положення про медаль
Медаллю Суворова нагороджуються військовослужбовці за особисту мужність і відвагу, проявлені при захисті Вітчизни і державних інтересів Російської Федерації у бойових діях на суші, при несенні бойової служби та бойового чергування, при участі в навчаннях і маневрах, при несенні служби з охорони державного кордону Російської Федерації, а також за відмінні показники в бойовій підготовці та польовому вишколі.

### Порядок носіння
- Медаль Суворова носиться на лівій стороні грудей і за наявності інших медалей Російської Федерації розташовується після медалі «За відвагу».
- Для особливих випадків і можливого повсякденного носіння передбачене носіння мініатюрної копії медалі Суворова, яка розташовується після мініатюрної копії медалі «За відвагу».
- При носінні на форменому одязі стрічки медалі Суворова на планці вона розташовується після стрічки медалі «За відвагу».

## Опис медалі
- Медаль Суворова зі срібла. Вона має форму кола діаметром 32 мм з опуклим бортиком з обох сторін.
- На лицьовій стороні медалі — профільне (ліворуч) погрудне зображення О. В. Суворова. Уздовж верхнього краю — напис рельєфними літерами: «АЛЕКСАНДР СУВОРОВ», у нижній частині — рельєфне зображення лаврових гілок.
- На зворотному боці медалі, в центрі, — рельєфне зображення, шпаги та шаблі, що перехрещуються, під ним — номер медалі.
- Медаль за допомогою вушка і кільця з'єднується з п'ятикутною колодкою, обтягнутою шовковою, муаровою стрічкою червоного кольору з зеленими смужками уздовж країв. Ширина стрічки — 24 мм, ширина смужок — 3 мм.

### Планка та мініатюрна копія медалі
- При носінні на форменому одязі стрічки медалі Суворова використовується планка висотою 8 мм, ширина стрічки — 24 мм.
- Мініатюрна копія медалі Суворова носиться на колодці. Діаметр мініатюрної копії медалі — 16 мм.